# Conus iodostoma
Conus iodostoma es una especie de molusco gasterópodo del género Conus, perteneciente la familia Conidae.